# Joseph Wary
Joseph Wary, né en 1849 et mort en 1918, est un sculpteur et ornementaliste français. On lui doit de nombreuses œuvres à Reims.

## Biographie
Joseph Gustave Wary est né le 10 janvier 1849 à Strasbourg.
Il se marie à Reims, avec Appoline Kaouza (1852-1918) avec qui il aura trois enfants.
Son premier atelier était installé 33 rue de Buirette à Reims.
Son annexe, entreprise de monuments funéraire, sera renommée « maison PECHENARD et WARY ».
Il est décédé le 27 décembre 1918 à Lormont. Sa dépouille sera ramenée pour être inhumée au cimetière du Nord à Reims.

## Louis Péchenard-Wary
La fille de Joseph Wary, Gabrielle Wary (1883-1959) se mariera avec Louis Péchenard (1872-1959) qui exerçait comme sculpteur dans l’entreprise de son père.
La colonne du parc de la cure d’Air, à Reims, lui est attribuée, et est signée « Louis Péchenard-Wary ».

## Œuvres
- Sculpture des ornements de Hôtel Godbert à Reims,
- Les sculptures du bâtiment du funérarium du cimetière de l’Est à Reims,
- Monument funéraire de Rose-Croix Godbert (1818-1897),
- Monument funéraire Holden, au cimetière du Nord[3],
- Les cariatides du Cellier d'expédition Mumm,
- La colonne ornée de feuilles de vigne et de grappes de raisins de la Fontaine Subé à Reims.

## Distinction
- Officier de l’Instruction publique,
- Officier de l’Instruction publique.

## Galerie photos

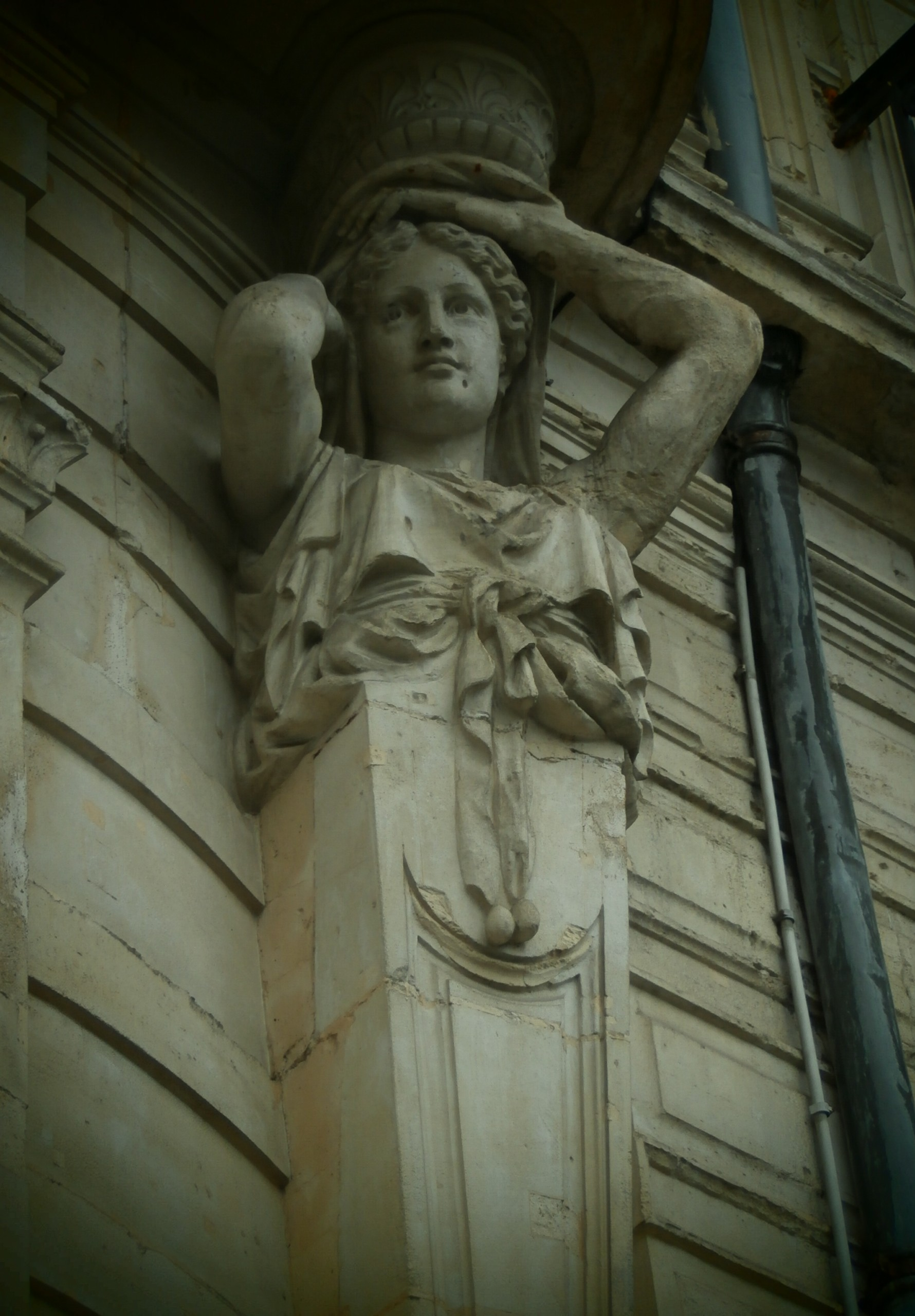
Hôtel Godbert.
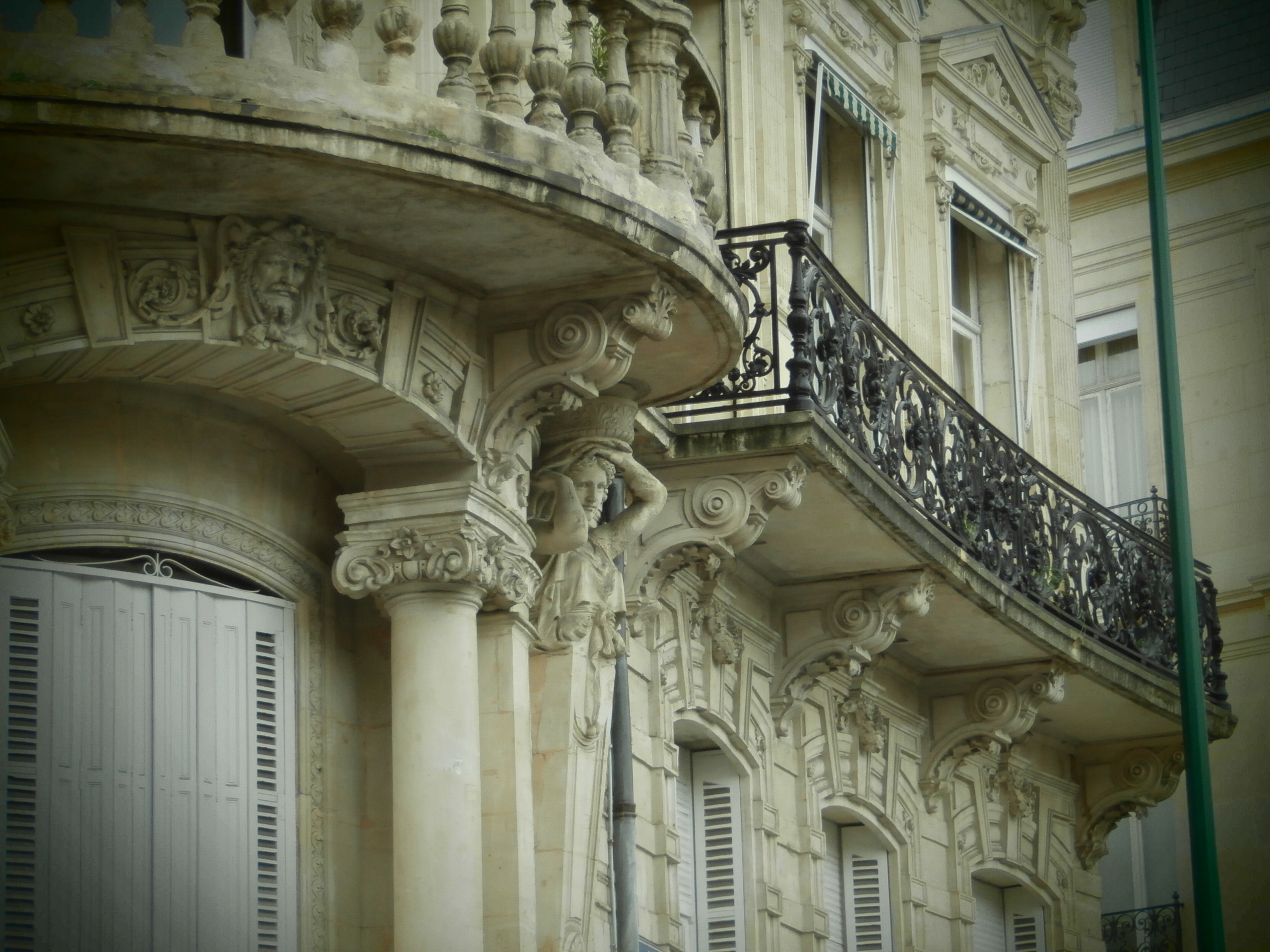
Hôtel Godbert.
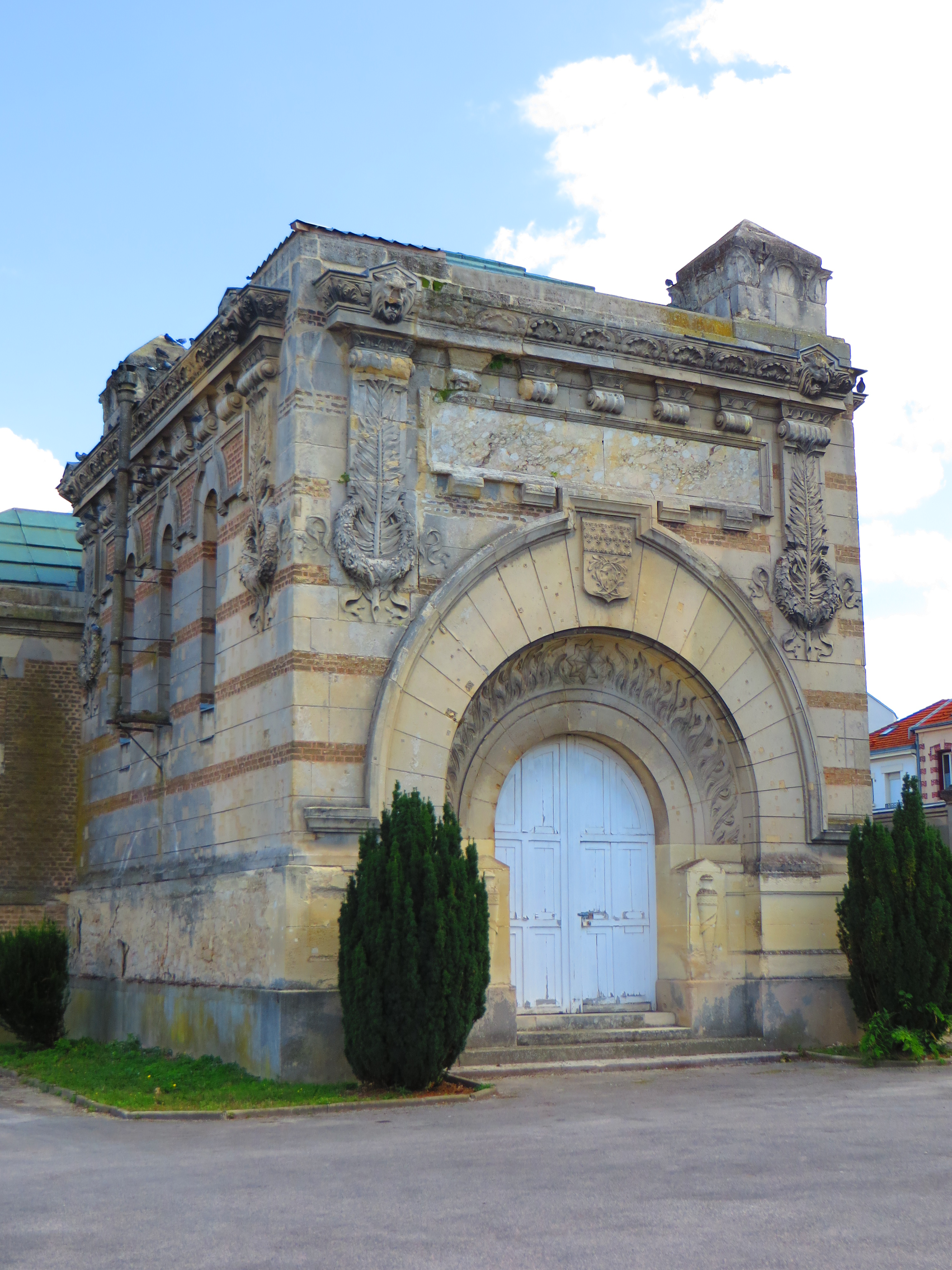
Ancien crématorium du cimetière de l'Est.